# Limnephilus luridus
Limnephilus luridus là một loài Trichoptera trong họ Limnephilidae. Chúng phân bố ở miền Cổ bắc.